# Stein Berg Johansen
Stein Berg Johansen (Svolvær, 10 giugno 1969) è un allenatore di calcio ed ex calciatore norvegese, di ruolo attaccante.

## Carriera

### Giocatore

#### Club
Berg Johansen giocò nel Mjølner a partire dal 1989. Esordì nella massima divisione norvegese il 29 aprile dello stesso anno, subentrando ad Ivar Morten Normark nella sconfitta per 2-0 in casa del Tromsø. A fine stagione, il club tornò nella 2. divisjon Nel 1991, Berg Johansen si trasferì proprio al Tromsø, esordendo in squadra il 28 aprile: sostituì Lars Espejord nel pareggio per 1-1 sul campo del Rosenborg. Il 5 maggio successivo, arrivò la prima rete: fu autore di un gol nel pareggio per 1-1 contro il Brann. Nel 1994 fu ceduto al Lyn Oslo, all'epoca militante nella 1. divisjon. Debuttò con questa maglia il 16 aprile, schierato titolare nel pareggio per 2-2 contro lo Strindheim. Il 10 luglio siglò l'unica rete, nella vittoria per 0-4 sul campo dello Stjørdals-Blink. Arrivato al Lyn Oslo a caro prezzo, si rivelò un flop e, sempre nel 1994, fu ceduto nuovamente al Tromsø. Vinse così la Coppa di Norvegia 1996 con questa casacca. Nel 1999 diventò un calciatore del Lofoten, ma l'anno successivo dovette combattere con un infortunio al tendine di Achille. Nel 2001 tornò a giocare nelle file del Tromsdalen, ma dovette dare l'addio al calcio a causa di persistenti problemi fisici. Da quel momento, giocò molte partite con le vecchie glorie del Tromsø.

#### Nazionale
Berg Johansen conta 3 presenze per la Norvegia under 21. Esordì il 5 settembre 1989, sostituendo Kjetil Rekdal nel pareggio per 1-1 contro la Francia under 21. Il 10 ottobre successivo, realizzò l'unico gol: fu lui a sancire il successo per 0-1 contro la Jugoslavia under 21.

### Allenatore
Nel 2009, diventò allenatore dello Harstad.

## Palmarès

### Club

#### Competizioni nazionali
- Coppa di Norvegia: 1

Tromsø: 1996